# Svarta havet
För andra betydelser, se Svarthavet
Svarta havet är ett bihav till Medelhavet, beläget mellan sydöstra Europa och Mindre Asien. Följande länder har kust mot Svarta havet (medurs med start i norr): Ukraina, Ryssland, Georgien, Turkiet, Bulgarien och Rumänien.
Svarta havet ingår i den pontokaspiska regionen, har en total yta på cirka 500 000 kvadratkilometer (inklusive Azovska sjön) och ett största vattendjup på 2 245 meter.
Det har förbindelse med Medelhavet genom Bosporen, Marmarasjön och Dardanellerna. Ett antal stora floder rinner ut i Svarta havet, inklusive Donau, Dnepr och (via Azovska sjön) Don.

## Etymologi
Havet kallades av antikens greker Pontos euxeinos = "Det gästvänliga havet", vilket uppfattades som en eufemism för "det ogästvänliga havet". I själva verket var det en omtydning av dess äldre namn pontes axeinos där axeinos stammar från det iranska adjektivet axšaina som betyder svart eller blå. Även på turkiska har havet motsvarande namn Karadeniz som bokstavligen betyder Svarta havet.
Namnet kan även bero på det osmanska bruket att ge varje väderstreck en färg. Havet i syd blev Röda havet, havet i väst blev "Vita havet" (namnet är fortfarande i bruk i Bulgarien och Nordmakedonien, Egeiska havet) och havet i norr Svarta havet.
Hydrologer har en annan förklaring för namnet. De antar att det uppkom på grund av metallernas färgändring till svart när de sänks ner i vattnet.

## Geografi
Havet står i sydväst genom Bosporen, Marmarasjön och sundet vid Dardanellerna i förbindelse med Medelhavet och i nordöst genom sundet vid Kertj med Azovska sjön, som kan betraktas som en förgrening av Svarta havet. Vattenytans största längd, nära sammanfallande med 42:a breddgraden, är 1 187 kilometer och dess största bredd är 613 kilometer. Den minsta bredden mellan Krims sydligaste udde och Kap Kerempe är 229 kilometer. Arealen är cirka 424 000 kvadratkilometer och djupet når 2 244 meter. I centrala delar är Svarta havet ungefär 1 850 meter djup. Salthalten är vid ytan ungefär 17 promille och den kan vara högre i regioner som ligger djupare än 150 meter. Svarta havet erhöll sin benämning av turkar och krimtatarer på grund av sina dimmor och stormar.
Från Bosporen till Kap Emine på Balkan är kusten brant och har en större inskärning vid Burgas, som kallas Burgaski zaliv. Vidare åt norr, förbi Varna och genom Dobrudsja till Donaus mynningar, är kusten däremot låglänt och blir vid utloppet av nämnda flod, som årligen avsätter omkring 82 miljoner kubikmeter sand och lera, sönderskuren i en mängd träsk och bankar. Även norr om Donau är kusten låg och kantad av laguner. På Krim höjer sig kusten åter och den består där av en brant bergskedja av kalkformation. På Krim märks åtskilliga vikar med goda hamnar, såsom Jevpatorija, Sevastopol, Balaklava och Feodosija. Halvöarna Kertj och Taman, vilka båda skiljer Azovska sjön från Svarta havet, är till större delen låga och sandiga. Den senare är uppfylld av saltträsk och laguner. Den omständigheten att sådana vattensamlingar vidare sträcker sig upp mot Don och österut till Astrachan visar tydligt på en forntida förbindelse mellan Kaspiska havet och Svarta havet, vilken fanns ännu under kvartärtiden. Först senare bröt sig Svarta havet ett utlopp till Medelhavet.
På andra sidan om Tamanhalvön närmar sig bergskedjan Kaukasus kusten och följer den till Rionis floddal. Från Batumi, nära turkiska gränsen, vidtar Mindre Asiens kustberg, som endast med korta avbrott löper efter Svarta havets hela södra kust. På grund av de branta stränderna finns på denna sträcka endast ett fåtal goda ankarplatser.
Städer av vikt vid Svarta havet är, utom de redan nämnda: Constanța, Odessa, Novorossijsk, Tuapse, Sotji, Suchumi, Poti, Trabzon, Samsun och Zonguldak. Tillflödena Donau, Dnestr, Dnepr, Don, Kuban, Kızılırmak med flera, är både många och stora. Deras flodområde uppgår till 2 087 060 kvadratkilometer.
På grund av flodernas olika vattenstånd är emellertid den vattenmassa, som tillförs havet, högst växlande. Den är störst i maj till juni, minst i februari. Som en naturlig följd av det rika tillflödet av sött vatten är Svarta havets salthalt (1,7 procent) knappt hälften så stor som Medelhavets salthalt (3,6%). Dess temperatur är i allmänhet lägre än man kunde vänta av det sydliga läget. Sommarisotermen för 19,6 °C följer den norra kusten och den för 21 °C den södra. Vid två tillfällen, åren 401 och 762, vet man att hela havet varit fruset. Medelhavsvattnet strömmar som en salt underström genom Bosporen in i Svarta havet, medan ytvattnet med stark ström går från Svarta havet genom Bosporen till Medelhavet. De härskande vindarna är vanligen under sommaren nordostvinden, under vintern sydliga och sydöstliga vindar. Dimmor förekommer ofta, och häftiga stormar uppkommer plötsligt. Ebb och flod är endast obetydligt märkbara.
För ungefär 4000 år sedan skedde en anoxi (fritt syre försvann) i vattenmassor som ligger djupare än 150 meter. Enligt en teori som uppställdes vid Universitet Bremen hade processen två orsaker. Organiskt material sjönk till havets botten och vid den biologiska nedbrytningen förbrukades syre. Dessutom förekommer vid havets botten mycket metangas. När metan stiger upp sker en reaktion med syre.

## Uppkomst
Svarta havet är liksom Kaspiska havet och Aralsjön en relikt från havet Paratethys som var en del av uroceanen Tethyshavet. På grund av sötvatten från stora floder som Donau, Dnepr och Don blev havet stabilt utan större förändringar.[källa behövs]
Under holocen ökade vattenståndet betydligt då färskt saltvatten över Bosporen strömmade till Svarta havet. Enligt en teori framlagd 1996 av William Ryan och Walter Pitman skulle det handla om ett mycket snabbt förlopp, de daterar händelsen till 5 500 f.Kr., och auktorerna antar att det är samma historia som beskrivs i bibeln som syndafloden. Vattenståndet ökade snabbt med över hundra meter. De menade att arkeologiska fynd tydde på att den tätbebyggda kustlinjen lämnades i all hast. Ryan och Pitman hittade rännor och andra förändringar av det som blev havets botten. Dessa förändringar skulle passa med en datorsimulation utförd av Mark Siddall från Schweiz.
Enligt nyare undersökningar utförda 2003 av H. Haarmanns forskarlag skedde intrånget redan 6 700 f.Kr. Forskare från Rumänien hävdar däremot att vattenståndet ökade bara med 30 meter under flodvågen.
Ännu nyare studier visar på att vattenståndsökningen varit långsam och inte skett i någon plötslig ökning av vattenytan. Ett geologiskt centrum från Potsdam hittade 100 000 år gamla saltvattenmusslor i borrkärnor. Det tyder på att havet hade flera perioder med saltvatten.
Sedan dess är Bosporen havets förbindelse till Marmarasjön. Sundet är 760 till 3 600 meter brett och cirka 30 kilometer långt.

## Fauna
Med avseende på djurlivet har Svarta havet stor likhet med Kaspiska havet men å andra sidan finns även flera för Medelhavet kännetecknande arter. Vid de stora flodmynningarna lever stör (rysk stör, stjärnstör, viza, men europeisk stör finns inte kvar), i saltare vatten förekommer makrill och tonfisk i mängd. Däremot fann en rysk expedition att inget djurliv existerar i djupare vattenområden, till följd av den rikliga förekomsten av svavelväte. Fytoplankton finns över hela året i havets övre vattenskikt men i mars märks en större koncentration av kiselalger.
För att skydda havets valar undertecknades 1996 i Monaco en överenskommelse ("Agreement on the Conservation of Cetaceans of the Black Sea, Mediterranean Sea and Contiguous Atlantic Area", ACCOBAMS).

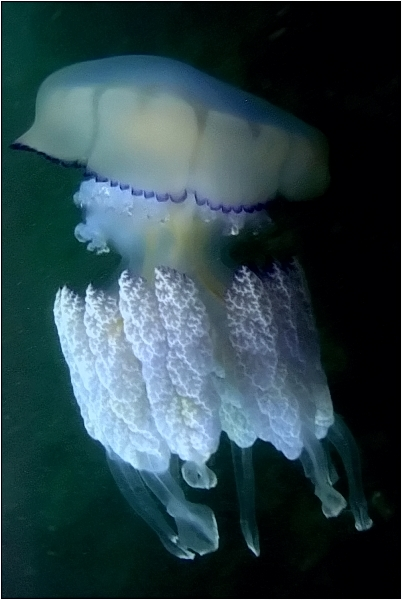
En manet nära den rumänska kusten.
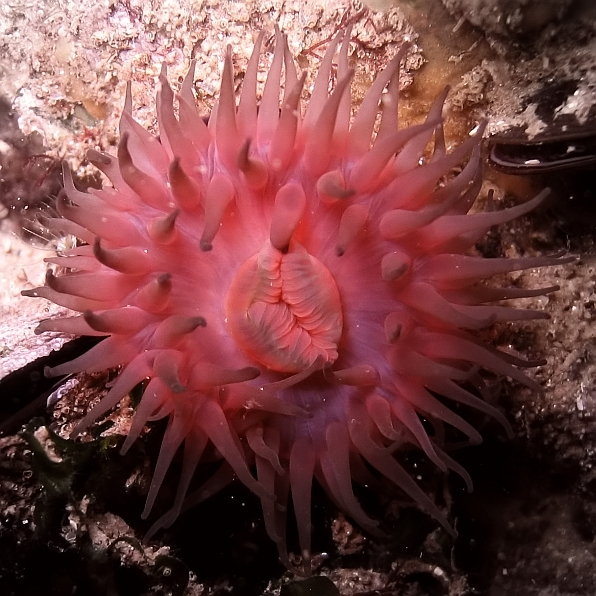
En anemon nära den rumänska kusten.
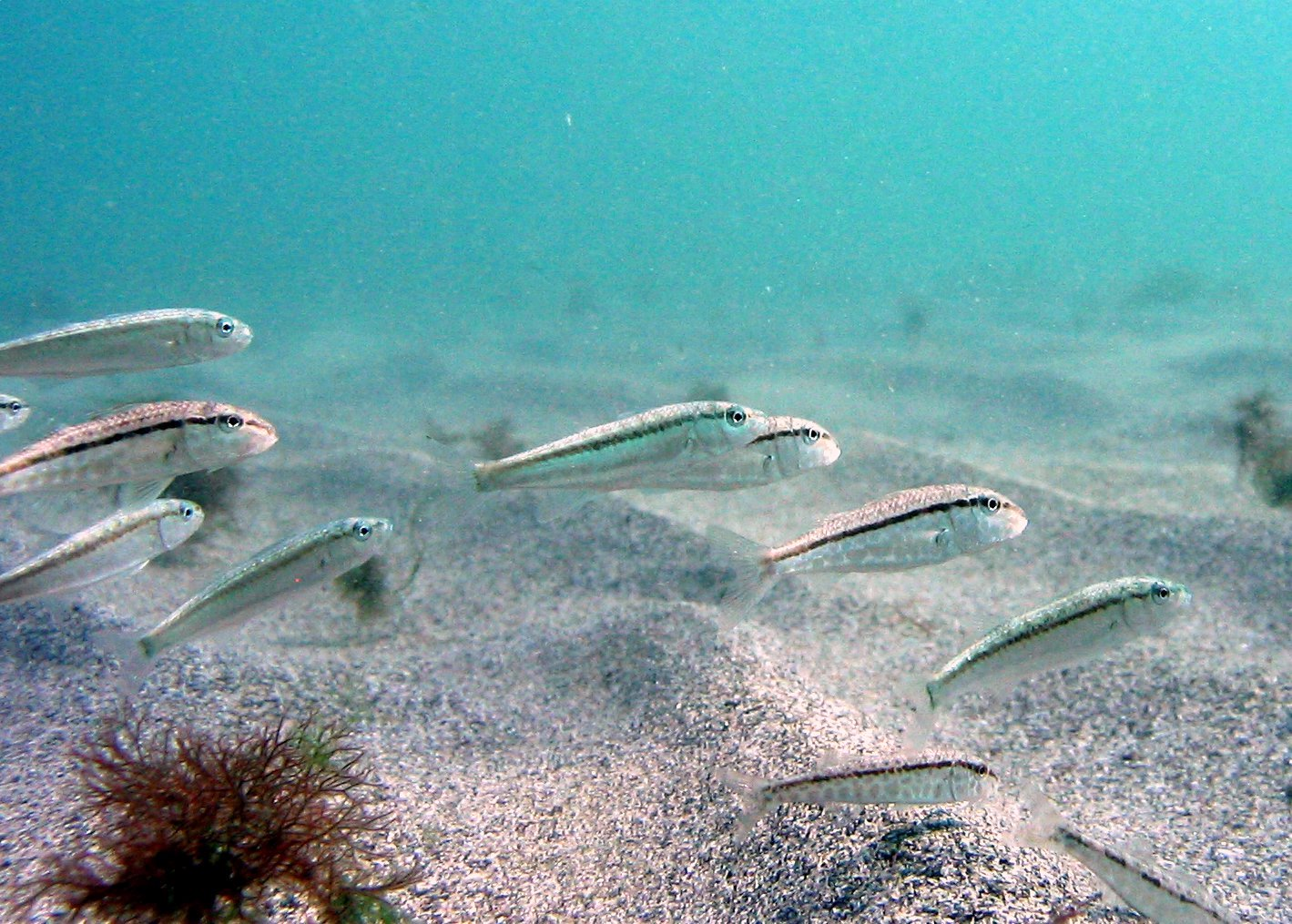
Små fiskstim.
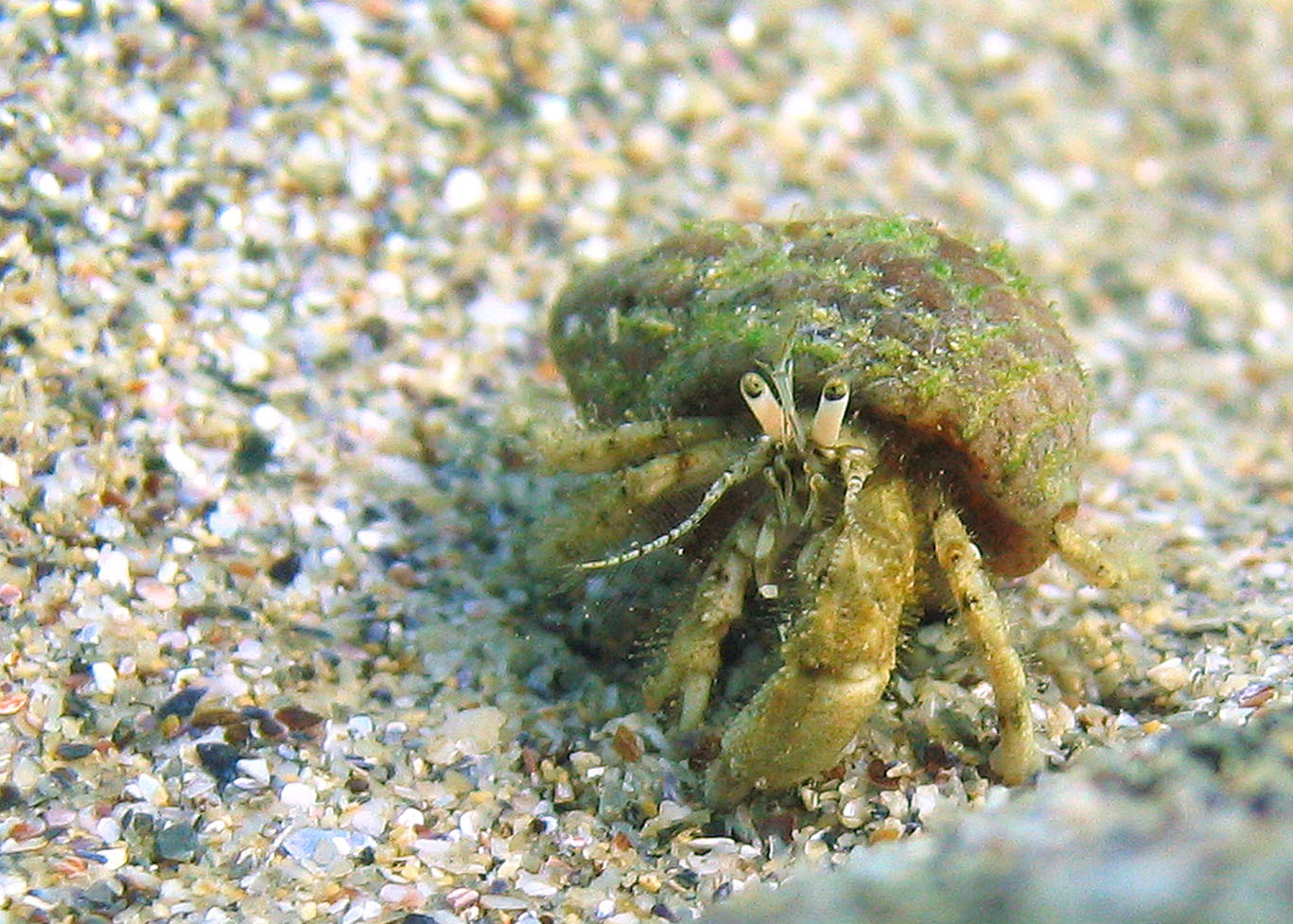
Eremitkräfta
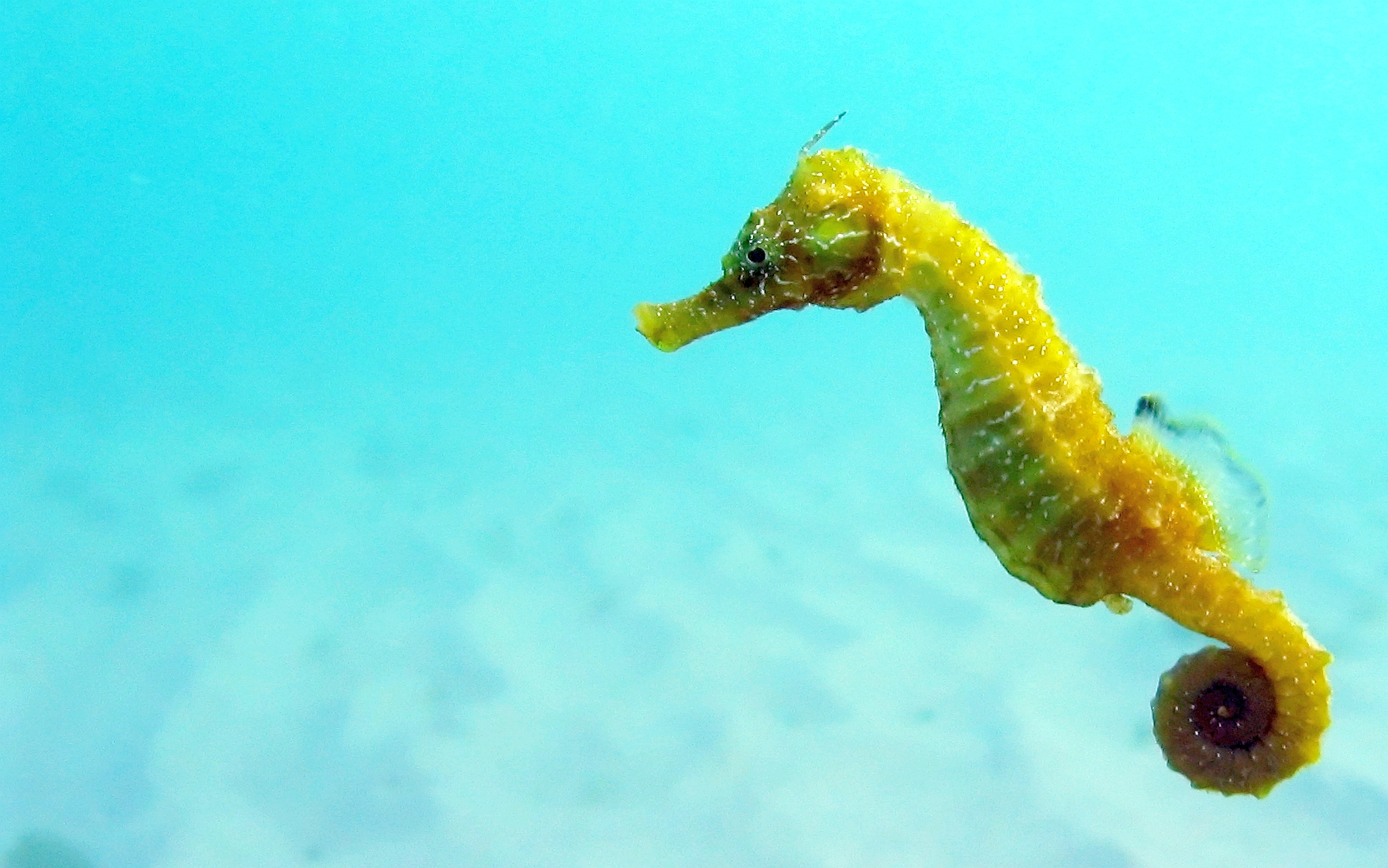
Sjöhäst

## Näringsliv

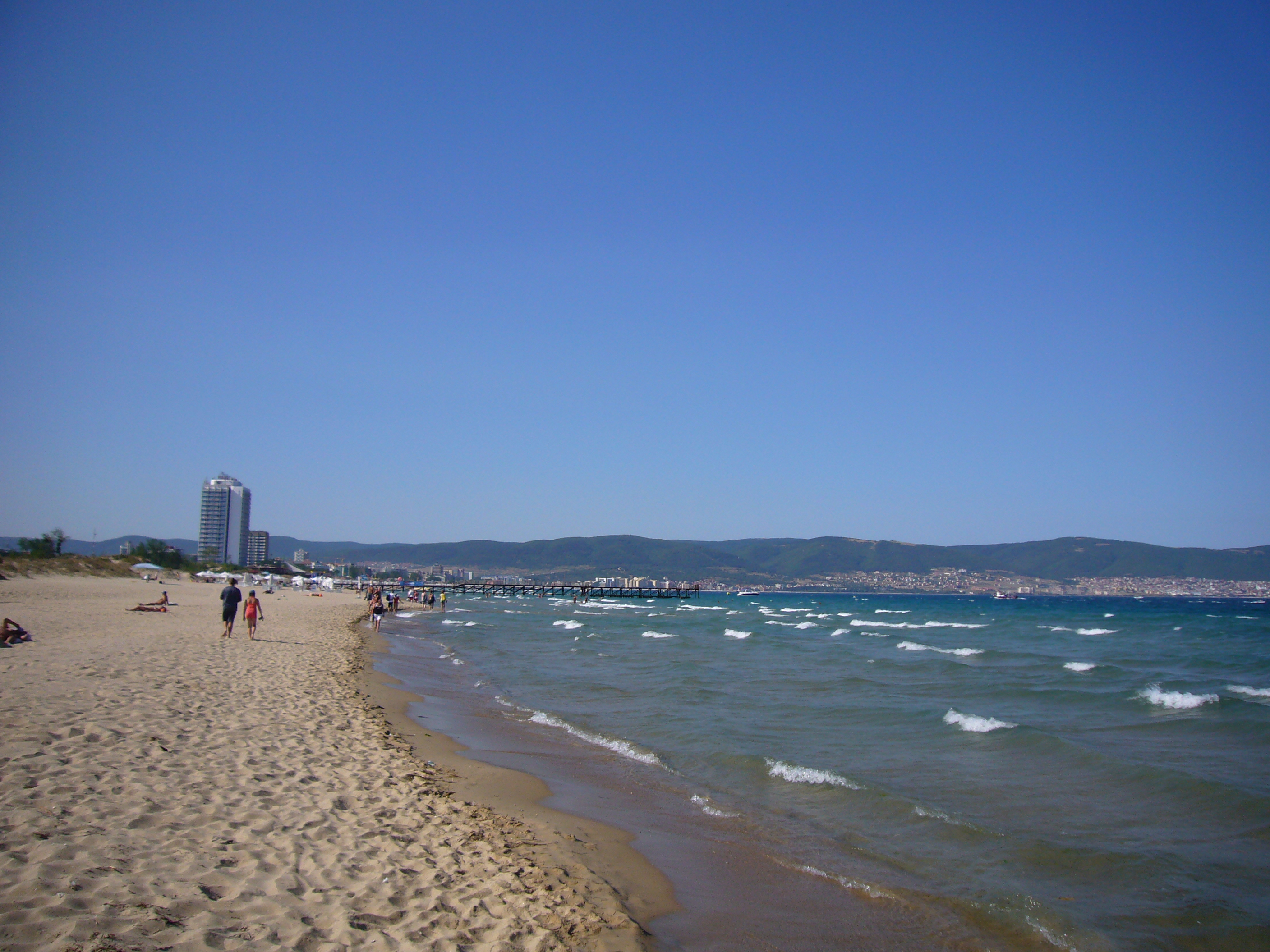
Stranden nära Slăntjev Brjag ("Sunny Beach") i Bulgarien

1992 inrättade de sex stater som ligger vid Svarta havet tillsammans med sex andra stater (Albanien, Armenien, Azerbajdzjan, Grekland, Moldavien, Serbien) en mellanstatlig organisation, Black Sea Economic Cooperation (BSEC), för att utveckla regionen. Planerad är bland annat en motorväg kring havet samt ett energiförbund.
Handelsfartyg har fri passage genom havet och trafikregler för krigsfartyg bestämdes 1936 i fördraget från Montreux.
Efter det kalla kriget ökade Svarta havets betydelse som turistmål. Turismen är en av de drivande näringsgrenarna i dessa regioner.

## Badorter i urval
- Albena (Bulgarien)
- Anaklia (Georgien)
- Batumi (Georgien)
- Burgas (Bulgarien)
- Costenesti (Rumänien)
- Giresun (Turkiet)
- Jalta (Ukraina)
- Kobuleti (Georgien)
- Mamaia (Rumänien)
- Mangalia (Rumänien)
- Nesebăr (Bulgarien)
- Obzor (Bulgarien)
- Odessa (Ukraina)
- Primorsko (Bulgarien)
- Samsun (Turkiet)
- Slăntjev Brjag (Bulgarien)
- Sotji (Ryssland)
- Sozopol (Bulgarien)
- Sveti Vlas (Bulgarien)
- Tsarevo (Bulgarien)
- Varna (Bulgarien)
- Zlatni pjasătsi (Bulgarien)

## Svarta havet underrysk-ukrainska kriget
Halvön Krim i norra delen av Svarta havet har flera gånger under historien varit platsen för hårda strider. Under det rysk-ukrainska kriget, som inleddes 2022, är Krim, de båda ländernas hamnstäder och själva havet viktiga för båda sidor att kontrollera. Kriget har blockerat Ukrainas export av spannmål. Eftersom denna export är en mycket viktig i Ukrainas ekonomi har det drabbat Ukraina hårt. Det har också medfört att stora delar av världen har fått sämre tillgång på spannmål, med ökade priser som följd. Mellan juli 2022 och juli 2023 fanns det ett avtal mellan FN, Turkiet och Ryssland om att tillåta export via en säker humanitär sjöfartskorridor i Svarta havet (Svartahavsinitiativet), men initiativet avbröts av Ryssland.

## Miljöproblem
Vid slutet av 1800-talet började en process med tillflöden som var förorenade. Flera ställen som användes av fiskar för fortplantningen fick stränder med betongkonstruktioner. Sedan östblockets fall får Bulgarien och Rumänien finansiell stöd av Europeiska unionen för nya vattenreningsverk.